# Hypolimnas pallescens
Hypolimnas pallescens är en fjärilsart som beskrevs av Butler 1874. Hypolimnas pallescens ingår i släktet Hypolimnas och familjen praktfjärilar. Inga underarter finns listade i Catalogue of Life.